# Campeonato Mundial de Esqui Estilo Livre de 2019 - Big air feminino
A prova do big air feminino do Campeonato Mundial de Esqui Estilo Livre de 2019 foi realizada no dia 2 de fevereiro na cidade de Park City,  em Utah, nos Estados Unidos. 

## Medalhistas
| Ouro              | Prata             | Bronze             |
| Tess Ledeux (FRA) | Julia Krass (USA) | Isabel Atkin (GBR) |

## Resultados
Um total de 16 esquiadoras participaram da competição.  A prova ocorreu dia 2 de fevereiro com inicio às 09:40  As 8 melhores avançaram para a final.
| Colocação | Ordem | Nome               | Nacionalidade  | Descida 1   | Descida 2   | Melhor      | Notas       |
| --------- | ----- | ------------------ | -------------- | ----------- | ----------- | ----------- | ----------- |
| 1         | 18    | Anastasia Tatalina | Rússia         | 95.00       | 81.00       | 95.00       | Q           |
| 2         | 1     | Tess Ledeux        | França         | 92.00       | 89.00       | 92.00       | Q           |
| 3         | 9     | Sarah Höfflin      | Suíça          | 91.50       | 56.75       | 91.50       | Q           |
| 4         | 17    | Mathilde Gremaud   | Suíça          | 47.50       | 86.00       | 86.00       | Q           |
| 5         | 14    | Isabel Atkin       | Grã-Bretanha   | 84.00       | 74.50       | 84.00       | Q           |
| 6         | 8     | Julia Krass        | Estados Unidos | 82.50       | 23.25       | 82.50       | Q           |
| 7         | 19    | Maggie Voisin      | Estados Unidos | 80.25       | 21.50       | 80.25       | Q           |
| 8         | 4     | Silvia Bertagna    | Itália         | 78.50       | 38.00       | 78.50       | Q           |
| 9         | 11    | Johanne Killi      | Noruega        | 41.50       | 74.75       | 74.75       |             |
| 10        | 12    | Lara Wolf          | Áustria        | 65.75       | 72.00       | 72.00       |             |
| 11        | 2     | Lana Prusakova     | Rússia         | 71.00       | 14.25       | 71.00       |             |
| 12        | 7     | Kea Kühnel         | Alemanha       | 59.00       | 64.00       | 64.00       |             |
| 13        | 6     | Margaux Hackett    | Nova Zelândia  | 41.75       | 62.25       | 62.25       |             |
| 14        | 13    | Coline Ballet-Baz  | França         | 56.75       | 20.50       | 56.75       |             |
| 15        | 5     | Elena Gaskell      | Canadá         | 53.75       | 16.00       | 53.75       |             |
| 16        | 16    | Caroline Claire    | Estados Unidos | 19.50       | 49.25       | 49.25       |             |
| —         | 3     | Eileen Gu          | Estados Unidos | Não começou | Não começou | Não começou | Não começou |
| —         | 10    | Kelly Sildaru      | Estónia        | Não começou | Não começou | Não começou | Não começou |
| —         | 15    | Giulia Tanno       | Suíça          | Não começou | Não começou | Não começou | Não começou |

## Final
A final foi iniciada às 19:00. As duas melhores corridas contaram para a pontuação total. 
| Colocação         | Nome               | Nacionalidade  | Descida 1 | Descida 2 | Descida 3 | Total  | Notas |
| ----------------- | ------------------ | -------------- | --------- | --------- | --------- | ------ | ----- |
| Medalha de ouro   | Tess Ledeux        | França         | 94.75     | 89.25     | 90.00     | 184.75 |       |
| Medalha de prata  | Julia Krass        | Estados Unidos | 88.75     | 67.75     | 85.00     | 173.75 |       |
| Medalha de bronze | Isabel Atkin       | Grã-Bretanha   | 79.25     | 81.50     | 87.25     | 168.75 |       |
| 4                 | Sarah Höfflin      | Suíça          | 92.75     | 21.25     | 75.00     | 167.75 |       |
| 5                 | Silvia Bertagna    | Itália         | 71.00     | 51.25     | 14.50     | 122.25 |       |
| 6                 | Anastasia Tatalina | Rússia         | 12.75     | 26.25     | 79.75     | 92.50  |       |
| 7                 | Mathilde Gremaud   | Suíça          | 17.25     | 17.00     | 60.50     | 77.75  |       |
| 8                 | Maggie Voisin      | Estados Unidos | 24.75     | 24.00     | 17.00     | 41.75  |       |

Legenda
| Recorde mundial       | Recorde mundial (World record)               |                       | Recorde africano                      | Recorde africano (African) |                                           | Q | Classificado por posição (Qualified) |
| Recorde do campeonato | Recorde do campeonato (Championship record)  | Recorde da América    | Recorde da América (Americas)         | q                          | Classificado por melhor tempo (Qualified) |   |                                      |
| Melhor marca do ano   | Melhor marca do ano (World leading)          | Recorde asiático      | Recorde asiático (Asian)              | DNS                        | Não largou (Did not start)                |   |                                      |
| Recorde nacional      | Recorde nacional (National record)           | Recorde europeu       | Recorde europeu (European)            | DNF                        | Não terminou (Did not finish)             |   |                                      |
| Recorde pessoal       | Recorde pessoal do atleta (Personal best)    | Recorde da Oceania    | Recorde da Oceania (Oceania)          | DSQ / DQ                   | Desclassificado (Disqualified)            |   |                                      |
| Recorde da temporada  | Recorde da temporada do atleta (Season best) | Recorde sul-americano | Recorde sul-americano (South America) | NM                         | Sem marca (No mark)                       |   |                                      |